# Xerocrassa lasithiensis
Xerocrassa lasithiensis is een slakkensoort uit de familie van de Hygromiidae. De soort is endemisch op Kreta.
De wetenschappelijke naam Xerocrassa lasithiensis is voor het eerst geldig gepubliceerd in 2009 door Hausdorf & Sauer.